# Djäknesundet
Djäknesundet är en badplats i Karlsborgs kommun vid sjön Vättern.
Djäknesundet utmärker sig med sitt blågrönt-turkosa vatten, vilket ger platsen en medelhavskänsla. Badplatsen är känd för sina klippor, där Djäknebäcken mynnar ut, samt närheten till det omgivande naturreservatet Valekleven-Ombo öar.